# Kostel svatého Mikuláše (Nový Knín)

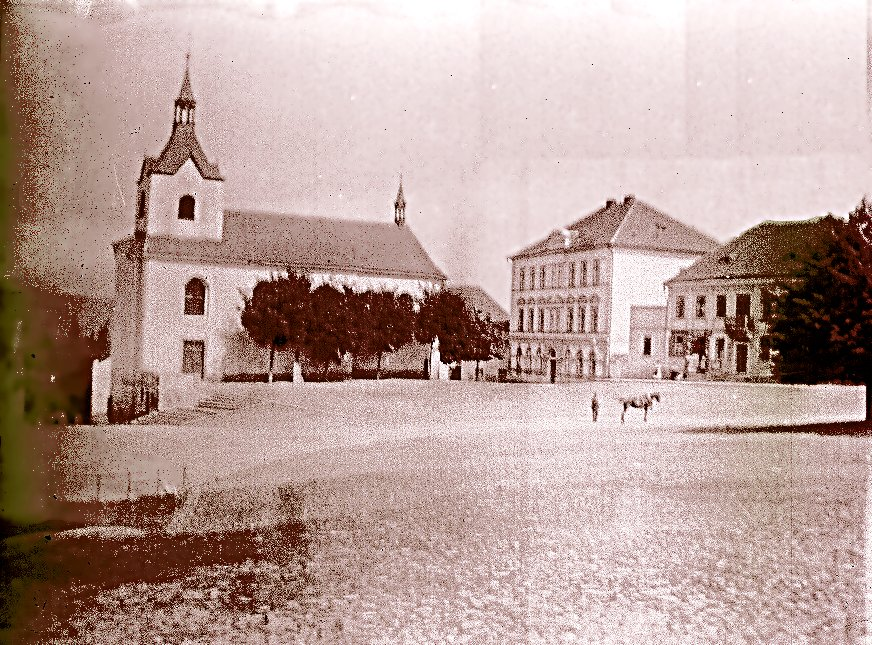
Kostel a škola kolem roku 1900

Kostel svatého Mikuláše (původně svatého Benedikta a svatého Mikuláše) je římskokatolický filiální kostel v Novém Kníně příslušný k faře ve Starém Kníně. Nachází se na náměstí Jiřího z Poděbrad, kde tvoří jeho severní stranu. Je to jednolodní kostel s trojboce uzavřeným presbytářem a věží nad západní části lodi.
Nynější vzhled chrámu je převážně barokní, ze starších stavebních etap je odkryt pozůstatek románského portálku v jižní stěně lodi, po jednom románském okénku v severní a jižní stěně lodi, poměrně rozsáhlá plocha románského zdiva v severní stěně lodi a zbytky dvou gotických oken v závěru presbytáře. Klenba presbytáře a východních dvou třetin lodi je valená s výsečemi, nejzápadnější část lodi nad kruchtou je zaklenuta křížově, podkruchtí plackou. Sakristie je zaklenuta křížově, nad ní se nachází plochostropá oratoř, kterou v minulosti využívala vrchnost z nedalekých Sudovic. Starší literatura (Josef Valenta) uvádí, že kostel byl před třicetiletou válkou dřevěný, takže nynější budova je novostavbou ze 17. století. Při generální opravě chrámu v září roku 1937 však byly objeveny pozůstatky staršího zdiva a nejstarší část jeho dějin bylo nutno přepsat.

## Stavební vývoj kostela
Kostel byl původně románský, pravděpodobně ze třetí čtvrtiny 12. století. Z této stavební etapy se zachovala značná část severní i jižní stěny chrámové lodi z pečlivě vyzděného kvádříkového zdiva včetně několika zazděných okenních otvorů (odkryty jsou nyní dva) a části původního románského portálku. Zřejmě na začátku 16. století byl vybudován gotický presbytář, který pravděpodobně nahradil předpokládanou původní apsidu.

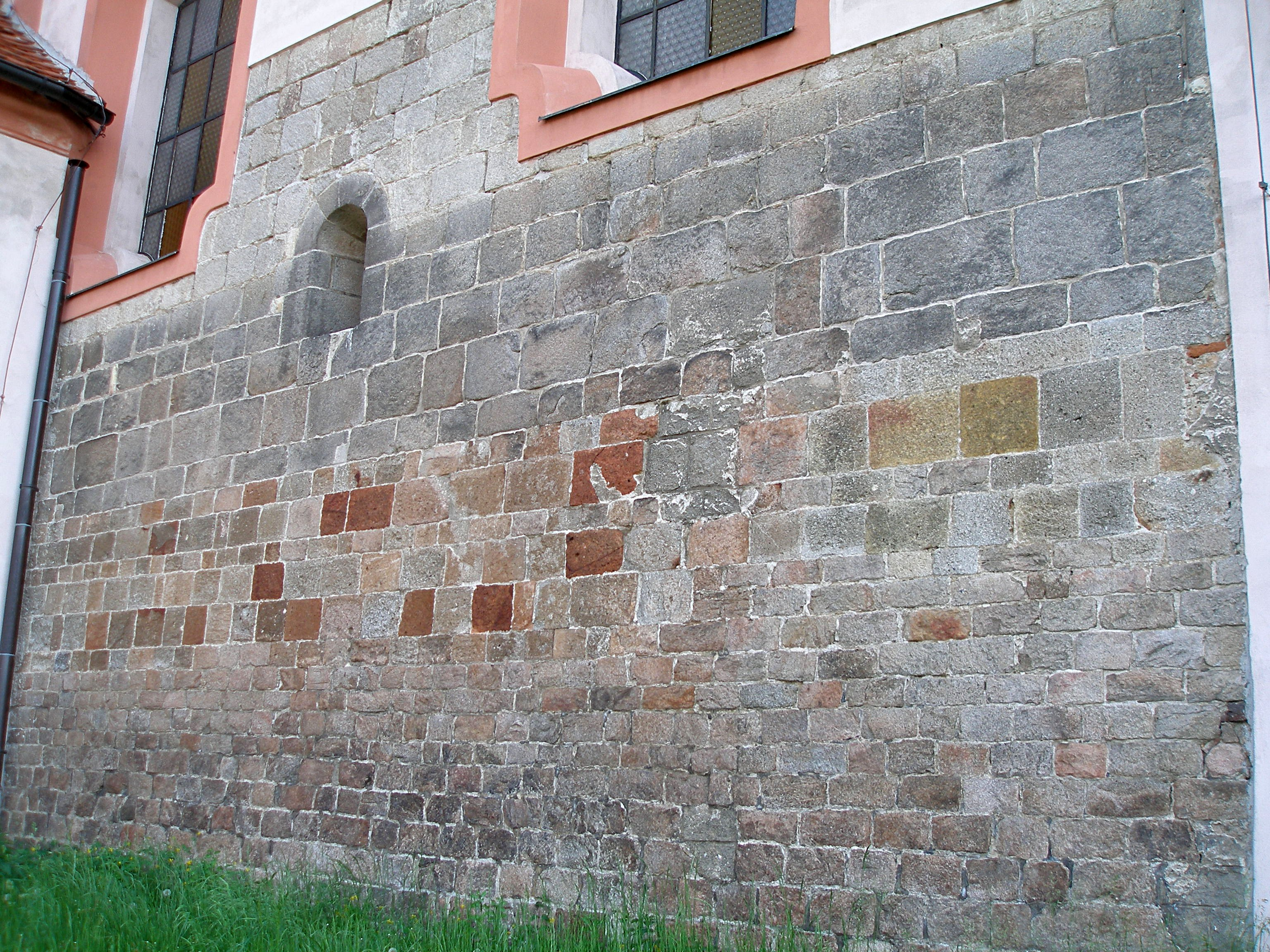
Odkryté románské zdivo v severní stěně lodi

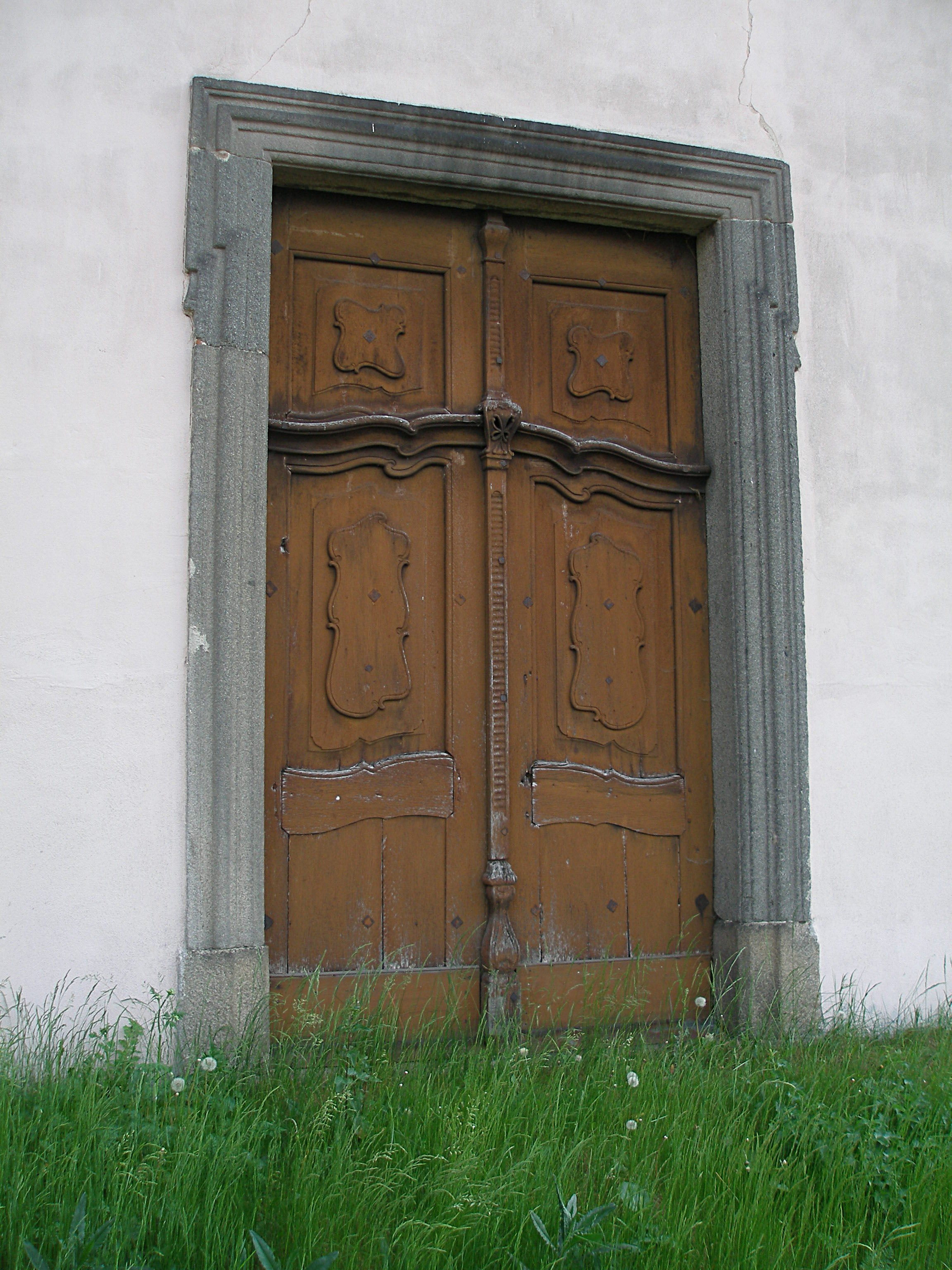
Nepoužívané severní dveře kostela

Kostel se dočkal obnovy po požáru v roce 1524, obnova po zkáze za třicetileté války se nesla již v raně barokním duchu. Podle veduty F. B. Wernera z poloviny 18. století tehdy měla u kostela stát věž při severozápadním rohu lodi, avšak toto zobrazení nelze považovat za příliš věrné (například vůbec nezachycuje poměrně velkou kapli svatého Jana Nepomuckého, která stávala jižně od kostela v letech 1731 až 1890). Ve druhé polovině 18. století (datace 1774 nad západním vchodem) byla loď rozšířena o nejzápadnější část s kruchtou, která byla završena věží s barokní bání.
V roce 1868 byla věž kostela poškozena vichřicí, báň byla poté snesena a nahrazena stanovou střechou završenou lucernou.
V září roku 1937 se uskutečnila rozsáhlá generální oprava kostela. Zcela nově bylo vybudováno vše nad hlavní římsou lodi včetně horní části věže (která do té doby byla z omítnutého hrázděného zdiva). Věž byla završena bání s lucernou, která je volnou replikou barokního stavu. Z původní věže byl použit starší stroj věžních hodin. Během opravy byly objeveny pozůstatky románského a gotického zdiva, které poté byly zčásti ponechány odkryté. Rekonstrukce se kromě výměny oken a nutných oprav omítek téměř nedotkla interiéru kostela, pouze ve výklenku vzniklého částečným odkrytím původního románského vchodu byla zasazena pamětní deska připomínající dějiny kostela a T. G. Masaryka, který v době rekonstrukce kostela zemřel.
Za II. světové války byl kostel postižen rekvizicí zvonů, rovněž byl zazděn výklenek s pamětní deskou připomínající Masarykovu památku. Po skončení války byla deska opět odkryta. Jeden ze zvonů se po válce podařilo nalézt a vrátit na věž.
V letech 1945 až 1989 probíhala prakticky jen nutná údržba, největšími stavebními zásahy byly výměna ciferníků věžních hodin koncem 60. let 20. století a rekonstrukce elektroinstalace.
Zatím nejnovější rekonstrukce kostela se uskutečnila v roce 1996. Jejím výsledkem byla hlavně úprava fasád, zejména jejich barevnosti, změnila se i barevnost vnitřních omítek (ne vždy ku prospěchu věci). Na přelomu tisíciletí byl vyměněn i hodinový stroj na věži, původní byl umístěn do muzea.

## Vybavení
Vybavení kostela je převážně barokní, na hlavním oltáři se nachází obraz patrona kostela, pod ním kopie Klatovské Madony. Na levém postranním oltáři je novodobý obraz svatého Antonína, na pravém postranním oltáři obraz Panny Marie. Naproti vstupním jižním dveřím se nachází novodobý oltář Božího hrobu, který zakrývá nepoužívané severní dveře vedoucí na někdejší hřbitov zrušený v roce 1821. Křtitelnice je empírová, varhany z konce 19. století s novorománskými prvky.